# Cleghorn and Mt. Pleasant
Cleghorn and Mt. Pleasant es una localidad de Trinidad y Tobago, que forma parte de la región de Princes Town.

## Geografía
La localidad abarca parte de la isla Trinidad y limita al norte y este con Iere Village, al sur con Cedar Hill y Malgretoute y al oeste con Palmyra Village-Mt. Stewart.

## Demografía
Datos demográficos de la localidad de Cleghorn and Mt. Pleasant:
| Gráfica de evolución demográfica de Cleghorn and Mt. Pleasant entre 2000 y 2011 |
|                                                                                 |